# Microgaster detracta
Microgaster detracta är en stekelart som beskrevs av Walker 1860. Microgaster detracta ingår i släktet Microgaster och familjen bracksteklar. Inga underarter finns listade i Catalogue of Life.